# АВД Арена
„АВД Арена“ (познат като Нидерзаксенщадион до 2002 г.) е футболен стадион в Хановер, Долна Саксония, Германия. Мачовете си на стадиона играе футболният клуб „Хановер 96“ от германската Бундеслига.
Оригиналният стадион, с 86 000 места, е завършен през 1954 г. и оттогава е бил обновяван няколко пъти за важни футболни събития. Днес той има 49 000 покрити места. По време на Мондиал 2006 стадионът носи името „ФИФА ВМ Щадион, Хановер“.
През 2002 г. „Хановер 96“ отпуска правата за името „Стадион Долна Саксония“ на „АВД финансови услуги“ за 5-годишен период. През 2007 г. контрактът е удължен за още 5 години до юни 2012 г.

## История
Оригиналното име на стадиона е Niedersachsenstadion (Стадион Долна Саксония). Построен е между 1952 и 1954 г., с първоначален капацитет 86 000 места. Стадионът е официално открит на 26 септември 1954 г.
„Хановер 96“ се мести за постоянно на стадиона през 1959 г. Други местни отбори като „Арминия Хановер“, „ОСВ Хановер“ и „ТСВ Хавелсе“ също са играли мачове там.

## Модерна реконструкция
Въпреки че стадионът е виждал много промени през годините, никоя не е толкова обширна като тази през 2003 – 2004 г. на Schulitz & Partner Architects за 65 милиона евро. Големи части от стадиона са реконструирани, а максималният капацитет е намален на 49 951 места. Реконструкцията го превръща в изцяло футболна арена и премахва близо 70% от предишната постройка. Покривът и 25% от площта на западната трибуна са разрушени, както северната, южната и източната трибуна.
Вместо предишните табла, арената се сдобива с 2 модерни видео табла и смяна на старите прожектори със 160 отделни фара, вградени в покривната конструкция, осигуряващи светлина от 1500 лукса.
Теренът, под който са инсталирани високо технологични дренажни и отоплителни системи, е преместен по-близо до зрителите от всякога. С премахването на пистата теренът е преместен до западната трибуна.
Новият вътрешен покрив е конструиран, използвайки ETFE, за да може да прониква слънчева светлина и тревата да расте естествено, а в същото време да предпазва зрителите от лошото време. Тази грижа за терена помага да се избегне постоянната нужда от пренареждането му както при много други покрити стадиони.
Работите по стадиона завършват предсрочно през декември 2004 г. Първият футболен мач след реконструкцията се провежда на 23 януари 2005 г., завършил със загуба за „Хановер 96“ от „Байер Леверкузен“ с 3 – 0.
На 15 ноември 2009 г. стадионът се пълни докрай за погребението на 32-годишния вратар на „Хановер 96“ Роберт Енке, който се самоубива на 10 ноември 2009 г.